# Chung-wu
Císař Chung-wu (čínsky pchin-jinem Hongwu, znaky 洪武; 21. října 1328 – 24. června 1398), vlastním jménem Ču Jüan-čang (čínsky pchin-jinem Zhū Yuánzhāng, znaky 朱元璋), známý též pod chrámovým jménem Tchaj-cu (čínsky pchin-jinem Tàizǔ, znaky 太祖), byl zakladatel a první císař čínské dynastie Ming. Chung-wu bylo jméno éry vlády císaře vyjadřující základní směr vládní politiky; znamená „Nesmírná bojovnost“.
V polovině 14. století, když epidemie, hladomory a rolnická povstání zachvátila Čínu ovládanou mongolskou dynastií Jüan, Ču Jüan-čang ztratil rodiče a nezbylo mu, než se jako potulný mnich živit žebrotou. Bědné mládí budoucího císaře výrazně ovlivnilo na celý život. Cítil s problémy obyčejných lidí, naproti tomu opovrhoval učenci, získávajícími znalosti o světě pouze z knih.
Roku 1352 se přidal k jednomu z oddílů rebelů. Záhy mezi vzbouřenci vynikl a stanul v čele vlastní armády. Roku 1356 dobyl Nanking, který učinil svým hlavním městem. Poté sestavil vlastní vládu složenou z generálů a konfuciánských vzdělanců odmítajících mongolské panství nad Čínou. Od nich převzal koncepci správy země, kterou realizoval na ovládaném území a později v celé Číně. Postupně porazil konkurenční povstalecké vůdce, rozhodujícím mezníkem v boji o moc byla porážka Čchen Jou-lianga v bitvě na jezeře Pcho-jang roku 1363. Počátkem následujícího roku 1364 se prohlásil králem Wu. Do roku 1367 však stále uznával svou formální podřízenost hlavnímu vůdci Rudých turbanů císaři Chan Lin-erovi, prohlašujícímu se za následníka dynastie Sung.
Počátkem roku 1368, kdy už dominoval jižní a střední Číně, přejmenoval svůj stát. Pro svou říši vybral jméno Ta Ming (doslova „Veliká záře“). Za název éry a heslo své vlády určil Chung-wu („Nesmírná bojovnost“). V následující čtyřleté válce vyhnal z Číny mongolské armády věrné dynastii Jüan a sjednotil zemi. Pokus dobýt Mongolsko však skončil neúspěchem.
Během následujících třiceti let vlády Chung-wua mingská Čína značně zesílila a zotavila se z dlouhotrvajících válek. Císař měl jasnou představu o uspořádání společnosti a věřil, že má být změněna reformou institucí – což byl spíše legistický přístup kontrastující s konfuciánským názorem o klíčové roli morálního vzoru vládce. Byl citlivý na osobní bezpečnost a loajalitu podřízených, pragmatický a obezřetný ve vojenských záležitostech. Jeho armáda byla disciplinovaná a snažil se civilní obyvatelstvo ušetřit obtíží války.
Vrchol jeho politického systému sice zkolaboval v občanské válce krátce po jeho smrti, ale další produkty Chung-wuových reforem – místní a regionální instituce mingské státní správy a samosprávy i finanční a zkouškový systém se ukázaly být solidní. Cenzus, systém registrace půdy a pozemkové daně i vojenský systém wej-suo přežily do konce dynastie. Jeho potomci vládli celé Číně až do roku 1644 a jihu země ještě o sedmnáct let déle.

## Mládí
Ču Jüan-čang se narodil roku 1328 v chudé rolnické rodině ve vesnici Čung-li (鍾離) okresu Chao-čou (dnešní Feng-jang v provincii An-chuej), byl nejmladším ze čtyř synů. Při narození dostal jméno Ču Čchung-pa, v dospělosti používal jméno Ču Sing-cung, od příchodu k povstalcům Ču Jüan-čang. Jeho otec Ču Wu-s’ žil v Nankingu, ale před daňovými výběrčími uprchl na venkov. Jeho děd z otcovy strany byl zlatokopem, děd z matčiny strany šamanem. Roku 1344 během epidemie moru rodiče i dva bratři Ču Jüan-čanga zemřeli a on sám se před smrtí hladem zachránil vstupem do místního buddhistického kláštera, který ale byl krátce poté pro nedostatek prostředků uzavřen.
Další tři roky Ču strávil na toulkách jako žebravý mnich, přičemž se důvěrně seznámil s krajinou i lidmi východního Che-nanu a severního An-chueje. Poté se (roku 1348) vrátil do kláštera a zůstal zde čtyři roky, během kterých se naučil číst, psát a základům buddhismu. Když roku 1352 mongolská armáda během bojů s povstáním rudých turbanů obydlí mnichů vypálila, Ču na to reagoval vstupem do jednoho z povstaleckých oddílů.

## Povstalec
Tvrdá daňová politika, hlad a katastrofální záplavy v povodí Žluté řeky způsobené nedostatečností protipovodňových opatření vyvolaly odpor obyvatelstva vůči vládě mongolské dynastie Jüan. Nespokojenost podněcovaly i taoistické a buddhistické tajné společnosti a sekty, nejvýraznější z nich byla společnost Bílého lotosu. Vzpoura, nazvaná povstání rudých turbanů, vypukla roku 1351 a rychle se rozšířila na většinu území severní Číny.

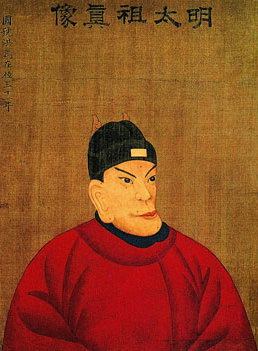
Chung-wu, realističtěji než na oficiálních portrétech

Přestože na počátku povstání byla mongolská vojska zcela dezorganizovaná, záhy zahájila protiofenzívu, přičemž postupovala podél Velkého kanálu. Když v říjnu 1352 Mongolové dobyli Sü-čou, tamější povstalečtí velitelé Pcheng Ta a Čao Ťün-jung utekli na jih do Chao-čou.
V Chao-čou padla jüanská moc už na jaře 1352, kdy Kuo C’-sing, Sun Te-jaj a tři další vůdci, vedeni úmyslem zabezpečit pořádek ve městě a okolí, s podporou místní elity zorganizovali vojsko a převzali moc. Příjezd Pchenga a Čaoa je v jüanských očích jasně spojil s povstalci. Kuo se podřídil Pchengovi, jeho čtyři kolegové Čaovi.
Ču Jüan-čang přišel do města 15. dubna 1352. Zpočátku řadový bojovník díky svým osobním vlastnostem – schopnosti vést, rozhodnosti, válečnickým dovednostem a brilantní inteligenci – rychle získal značnou autoritu. Ve svém okolí byl Ču výjimečný nejen svou inteligencí, ale i ošklivostí. Rychle mezi svými známými, kteří přišli k povstalcům dříve, zrekrutoval 24 společníků – nakonec generálů mingské armády – a stanul v jejich čele. Díky svým schopnostem rychle vynikl, na jaře 1353 už vedl sedmisetčlenný oddíl a byl nejdůvěryhodnějším podřízeným Kua. Obratný nejen ve vojenské taktice, ale i v politickém manévrování, se oženil s adoptivní dcerou Kua příjmením Ma. Mezi paní Ma a Čuem vznikl pevný vztah a později jako císařovna měla velký vliv u dvora. Od ostatních vůdců své doby se Ču lišil malým počtem příbuzných, obvykle dosazovaných na důležité pozice. V tehdejší nestabilní politické situaci pouze příbuzenské svazky dávaly záruku věrnosti a spolehlivosti.
Rivalita mezi Pchengem a Čaoem vzplanula v otevřené boje. Kuo byl v nich zajat, ale syny a Čuem osvobozen, čímž jeho závislost na Čuovi zesílila. Po smrti Pchenga zaujal roku 1353 Čao pozici nejsilnějšího vůdce v oblasti a Kuo s Čuem se ocitli v izolaci. Čao poté vyslal Kua na východ a Čua s malým oddílem na jih, doufaje, že je tak rozdělí a bude moci zničit. Ču však navzdory Čaovu očekávání úspěšně obsadil několik okresů a zvětšil své vojsko na dvacet tisíc mužů. Kao se se svými deseti tisíci přesunul k němu.

## Regionální vládce

### Etablování vNankingu (1355–1360)

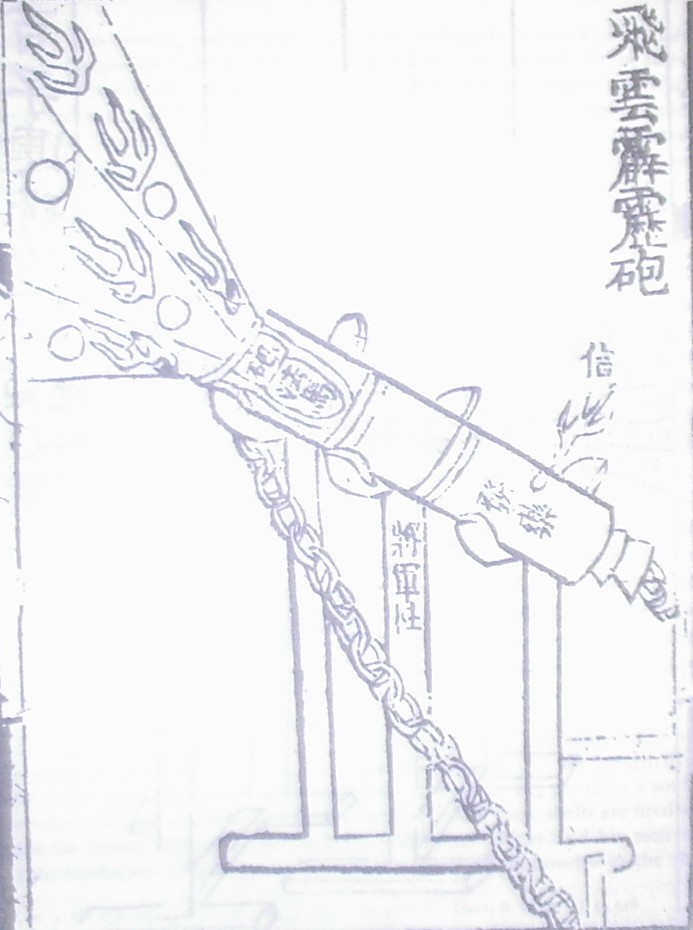
Zobrazení děla z publikace Chuo-lung-ťing, sestavené Ťiao Jüem and Liou Ťiem před rokem 1375

Začátkem roku 1355 se Ču, Kuo, ale i východněji položený Čang Š’-čcheng rozhodli odejít z území zpustošených boji a přeplavit se přes řeku Jang-c’-ťiang do bohatých jižních oblastí dosud nezasažených válkou. Vzápětí se však Kuo a Ču dostali do sporu o město Che-čou ležící na břehu řeky Jang-c’-ťiang. Ču se dokonce spojil se Sun Te-jajem, starým Kuovým nepřítelem. Ještě před otevřenou srážkou Kuo zemřel. Poté povstalecký sungský císař Chan Lin-er potvrdil Kuova staršího syna Kuo Tchien-süa jeho nástupcem. Prvním zástupcem nového velitele se stal Kuo C’-singův nevlastní bratr Čang Tchien-jou, druhým zástupcem Ču. K přeplavení se přes řeku Jang-c’-ťiang potřebovali chečouští povstalci loďstvo, které získali v červenci 1355 příchodem části rebelů z jezera Čchao. Ještě týž měsíc překročili řeku. Vzápětí Ču porazil místního jüanského velitele Čchen Esena a ten se mu poddal; v září 1355 při pokusu dobýt Ťi-čching (dnešní Nanking) Čchen Esen zradil Kuova staršího syna. Ten, Kuův nevlastní bratr i sám Esen v nastalých srážkách zahynuli.
V březnu 1356 Ču znovu vytáhl na Ťi-čching. Nový mongolský velitel Čchen Čao-sien, synovec a nástupce Čchen Esena, se vzdal i s šestatřiceti tisíci muži a v dubnu 1356 Ču vstoupil do města. Po dobytí město přejmenoval na Jing-tchien („V odezvě na vůli nebes“). V květnu 1356 ho Chan Lin-er jmenoval hlavou provincie Ťiang-nan (jedné z pěti provincií sungského státu) a Kuova zbývajícího syna jeho zástupcem. Ču však Kuova syna záhy obvinil z přípravy spiknutí a popravil. Tím konečně získal jednoznačné vedení a neprodleně začal budovat svou správu. Nicméně zcela se spolehnout na věrnost svých generálů nemohl, až do vítězství na jezeře Pcho-jang roku 1363 se vyskytovaly případy zrady a přeběhnutí k nepříteli.
Měl nyní sto tisíc vojáků rozdělených do osmi oddílů (křídel – i, obvykle jednoho na prefekturu). V letech 1355–1357 zaútočil proti Čang Š’-čchengovi ve směru na Su-čou a obsadil jižní Ťiang-si; pak byla hranice s Čangovým státem opevněna z obou stran a stabilní až do roku 1366. V Če-ťiangu v letech 1358–1359 ovládl čtyři chudé vnitrozemské prefektury, zatímco Čang Š’-čcheng kontroloval čtyři severní pobřežní bohaté prefektury, kdežto Fang Kuo-čen obsadil východní pobřeží provincie.
V létě 1359 mongolský vojevůdce Čagan Temür vyhnal z Kchaj-fengu Chan Lin-era, kterému zůstalo pouze několik stovek vojáků, ale protože se pak Temür zaměřil na dobývání Šan-tungu, mohla Chanova skupina přežít v An-fengu, prefekturním městě na západě An-chueje. Po ústupu z Kchaj-fengu moc sungské vlády rychle slábla; kromě Ču Jüan-čangova fakticky nezávislého Ťiang-nanu žádná sungská provincie nepřežila rok 1362. Chan Lin-er jmenoval roku 1361 Čua vévodou z Wu (Wu kung) a uznal jeho vládu na všech jím vybojovaných územích. Ale Ču se obával postupu jüanských vojsk jižním směrem až k Nankingu, a proto Čagan Temürovi navrhl spolupráci. Po uváznutí Čaganovy armády v Šan-tungu a vraždě Čagana v létě 1362 nebezpečí z jüanské strany zmizelo, a tak nabídku jüanské vlády na post správce provincie Ťiang-si Ču odmítl.
Ideologie rudých turbanů Čuovi k srdci nepřirostla. Před pokusem o vytvoření nové intelektuální elity orientované na manichejsko-buddhistické učení Bílého lotosu dal přednost spolupráci s konfuciánskými vzdělanci. Tím se z náčelníka lidové sektářské vzpoury posunul k roli vůdce politického hnutí aspirujícího na tradiční legitimitu. Nadále ovšem musel počítat se sympatiemi svých důstojníků k učení Bílého lotosu.
Od roku 1354 spolupracoval s Li Šan-čchangem, statkářem z okresu Ting-jüan (prvního okresu dobytého Čuem), který vedl jeho civilní administrativu, a s každým dobytým městem získával další vzdělance. Po Čuových opakovaných důrazných žádostech roku 1360 přešla do jeho služeb skupina prominentních učenců v čele se Sung Lienem a Liou Ťiem. Tito učenci, soustředěni ve školu ťin-chua, disponovali promyšlenou koncepcí jednotného státu řízeného početně malou, ale energickou byrokracií, očištěnou od korupce, typické pro konec dynastie Jüan. Navrhovali použít sílu státu a zákonů k prosazení transformace veřejných mravů a zvyků. Třebaže z jiných motivů, sdíleli s císařem touhou po nápravě poměrů pomocí silného státu a aktivního panovníka.
Jako samostatný vládce nabádal k umírněnosti při vymáhání daní. Ostatní povstalečtí vůdci, ale i jeho vlastní generálové, považovali za přednější vojenské potřeby. Zrno rolníkům konfiskovali pro výživu vojáků, či aby je nemohli využít nepřátelé. Oproti nim Ču kladl velký důraz na řádnou vládu a mírový život obyvatel, umožněný spoluprací s místními elitami. Jako syn chudého rolníka rozuměl potřebám vesničanů a přihlížel k jejich potřebám. Díky svým zásadám lépe než jeho konkurenti uspěl v konsolidaci ekonomiky ovládaného území, roku 1361 začal razit mince, uplatňoval monopol na prodej soli a čaje, od roku 1362 začal vybírat tradiční cla. Výsledkem byl růst daňových příjmů nutných pro úspěšné vojenské kampaně.

### Dobytí Chan (1360–1365)

Čína roku 1360. Ču Jüan-čang ovládal jižní část (červené) říše Sung.

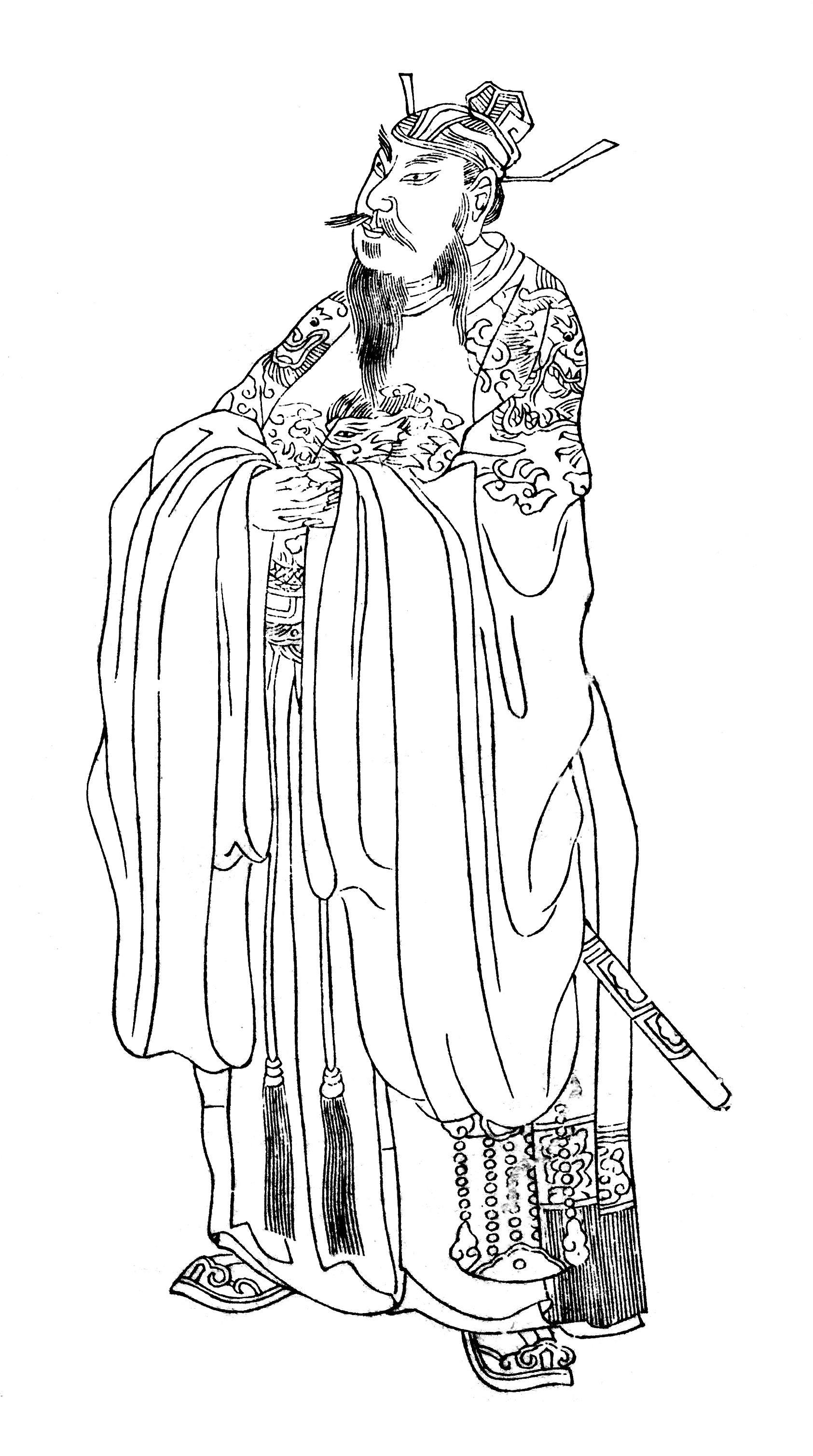
Sü Ta, Chung-wuův nejspolehlivější generál. Ilustrace ze souboru biografií Wan-siao tchang ču-čuang chua-čuan, 1743.

Začátkem roku 1360 Ču kontroloval jihozápadní část Ťiang-su, celý An-chuej na jih od Jang-c’-ťiang a vnitrozemí Če-ťiangu (roku 1393 měla tato území 7,8 miliónu obyvatel). Srovnatelnou moc, s početnějším obyvatelstvem, ale horší organizací, měla doména (od 1363 království Wu) Čang Š’-čchenga a stát Chan Čchen Jou-lianga. Říše Chan ležela západně od Čuova území a zahrnovala provincie Ťiang-si a Chu-kuang. Čang sídlící v Su-čou ovládal dolní tok Jang-c’-ťiang, od východních hranic Čuovy državy až k moři. Zatímco Ču, Čang a Čchen si rozdělili povodí Jang-c’-ťiang, zbytek jižní a střední Číny byl vesměs pod kontrolou „jednoprovinčních“ režimů – Fang Kuo-čen kontroloval východočínské pobřeží, Ming Jü-čen vládl v S’-čchuanu, trojice jüanských loajalistů (Čchen Jou-ting, Che Čen a Basalawarmi) ovládala Fu-ťien, Kuang-tung a Jün-nan. Tyto provinční režimy nebyly schopny ohrozit velkou trojku, ale byly silné v obraně.
Válka mezi Čuovým Ťiang-nanem a Čchen Jou-liangovým státem Chan v letech 1360–63 zničila rovnováhu moci v povodí řeky Jang-c’ a přinesla Čuovi jasnou převahu nad ostatními soupeři i prestiž mezi jeho vlastními lidmi. Boje zahájil útok chanské armády na Nanking roku 1360, útočníci byli Čuem rozdrceni. Roku 1361 se válčilo v původně chanské provincii Ťiang-si, která přecházela z ruky do ruky. Následující rok získal kontrolu nad provincií Ču Jüan-čang.
V lednu 1363 však armáda Čang Š’-čchenga překvapivě zaútočila na An-feng, kde sídlil sungský císař Chan Lin-er a zabila faktického vůdce režimu Liou Fu-tchunga. Ču sungské vládě formálně podléhal a Chan byl stále v armádě uctíván, proto mu na pomoc poskytl svou armádu. Zachráněný, ale bezmocný, Chan Lin-er byl poté usazen ve Čchu-čou, západně od Nankingu na druhém břehu Jang-c’-ťiang. Armáda však uvázla na severu do srpna 1363.
Odchod hlavních sil Čuových vojsk na sever přinesl Čchenovi šanci na obrat ve válce. Postavil třistatisícovou armádu, která početně převyšovala hlavní síly Čua. Čchen očekával, že po dobytí Nan-čchangu místní náčelníci v Ťiang-si opět přejdou na jeho stranu a s využitím jejich sil zaútočí na Nanking. Ale nančchangská posádka pod velením Teng Jüa odolávala až do začátku června 1363. V polovině srpna konečně Čuovo vojsko a loďstvo vyrazilo z Nankingu s asi stotisíci muži. Dne 29. srpna 1363 se obě flotily srazily na jezeře Pcho-jang ve čtyřdenní bitvě, ve které bylo chanské loďstvo poraženo a sám Čchen Jou-liang padl.
V letech 1364–1365 se Ču soustředil na obsazení a absorpci chanských teritorií. Mnoho chanských prefekturních a okresních velitelů se vzdalo bez boje, Chu-kuang byl pacifikován generálem Sü Ta do dubna 1365, střední a jižní Ťiang-si ovládli generálové Čchang Jü-čchun a Teng Jü do února 1365. Připojení těchto území dala Čuovi nejméně dvojnásobnou převahu v populaci proti komukoliv. Nejsilnějšími nepřáteli Čua nyní byli mongolský vojevůdce Kökö Temür v severní Číně a Čang Š’-čcheng usazený v Su-čou.
Rozšíření armády o bývalé chanské oddíly vyvolalo nutnost reorganizace vojsk. Proto roku 1364 Ču zavedl systém wej-suo. Vznikly pluky (wej) o 5 600 mužích složené z 5 praporů (čchien-chu suo) po 1 120 vojácích, každý z 10 rot (po-chu suo).
Armáda se po roce 1364 skládala ze 17 pluků veteránů, to jest vojáků, kteří byli ve službě před rokem 1363. Nejstarší z nich byli demobilizování, ostatní přiděleni posádce Nankingu, kolem něhož obdělávali půdu jako vojenští rolníci. Jejich produkce sloužila k výživě armády. Ostatní spolehliví, ale krátce sloužící vojáci, získaní při dobytí jižního An-chueje a středního Če-ťiangu, sloužili na bývalém chanském území v polních armádách, soustředěných v Nan-čchangu a Wu-čchangu, a posádkách rozptýlených po Ťiang-si a Chu-kuangu. Zbývající, vesměs bývalí chanští vojáci, byli s částí veteránů zařazení do polních armád vyslaných proti státu Wu pod generály Sü Taem a Čchang Jü-čchunem.

### Dobytí Wu a vyhlášení říše Ming (1364–1368)

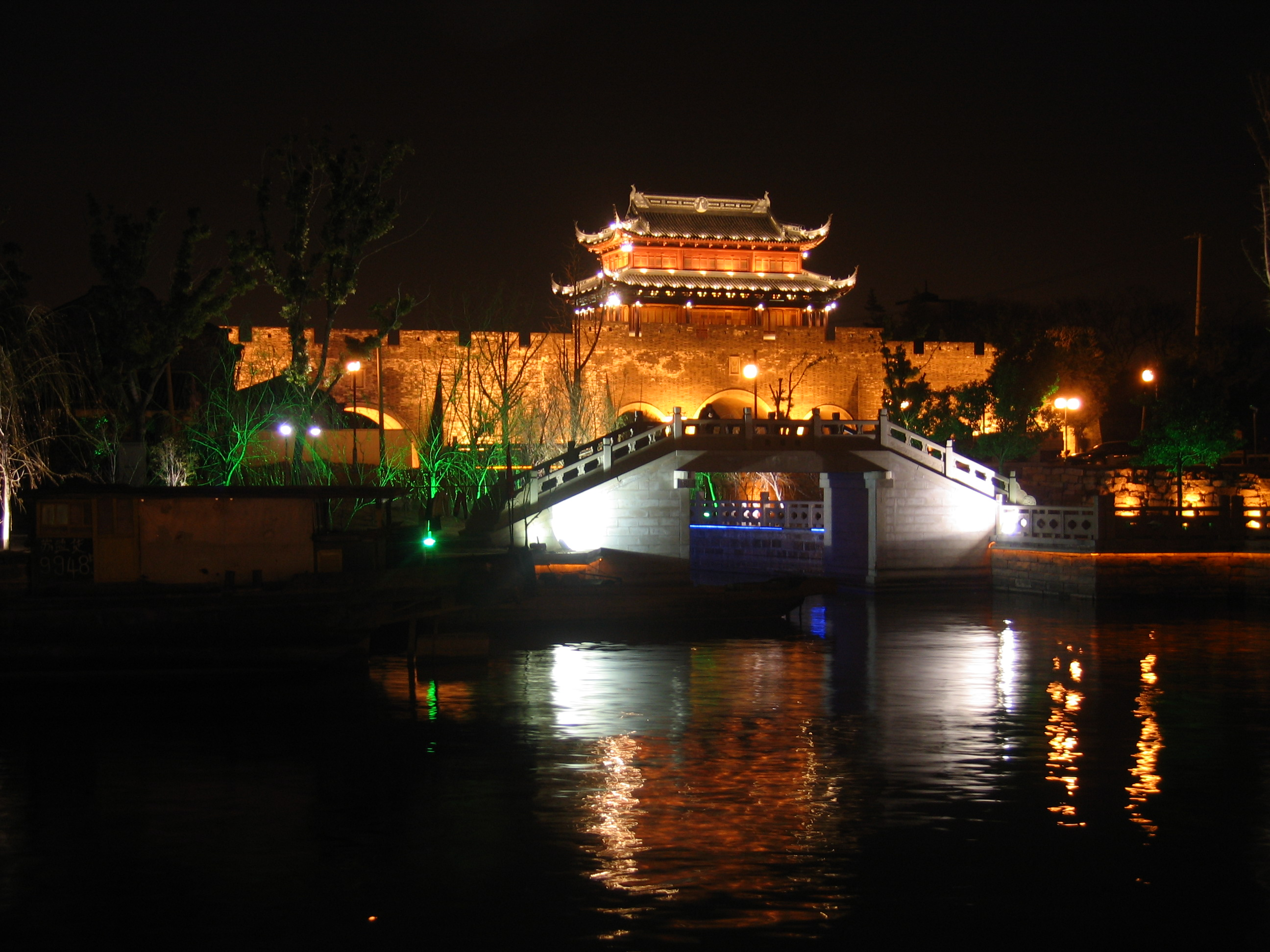
Brána Čchang-men v Su-čou. Desetiměsíční dobývání Su-čou, sídla Čang Š’-čchenga, bylo jednou z nejurputnějších bitev vybojovaných Chung-wuovými vojsky.

Po porážce Čchen Jou-lianga si Ču od nového roku (tj. 4. února) 1364 přisvojil titul krále Wu (Wu wang), stejný jako užíval od října 1363 Čang Š’-čcheng. Ovšem nadále uznával svou formální podřízenost císaři Chan Lin-erovi a pokud Chan žil, užíval sungskou éru Lung-feng (Dračího fénixe). Nicméně administrativa byla jeho vlastní, sestavená podle jüanského vzoru.
V letech 1365-67 Ču dobyl Čangův stát Wu. Čang se pokusil zaútočit už koncem roku 1364, než bude nepřítel schopen využít potenciálu nově dobytých území, ale Čangova ofenzíva byla na jaře 1365 odražena. Ču a jeho generálové se rozhodli před finálním útokem na srdce nepřítele, su-čouskou oblast, nejdříve „odstřihnout křídla“ Wu – obsadit území severně od Jang-c’ a wuskou část Če-ťiangu. Nejvyšším velitelem útočících vojsk byl jmenován Sü Ta; plán byl proveden, vzhledem k převaze útočící armády bez větších potíží a od prosince 1366 začalo desetiměsíční obléhání Su-čou.
V lednu 1367 se Chan Lin-er utopil v řece Jang-c’. Čuův stát Wu se poté stal i formálně nezávislým. O rok později, s novým rokem 1368 se Ču Jüan-čang rozhodl přisvojit si titul císaře a změnit název státu. Podle mongolského vzoru povznášejícího titulu název říše stanovil na „Velká Ming“ (Ta Ming, 大明, „Veliká záře“), a nadcházející druhý rok éry Wu přejmenoval na první rok éry „Chung-wu“ (洪武, „Velká vojenská moc“).

## Sjednocení Číny

Sjednocení Číny po roce 1368:
Rozsah říše Ming při vyhlášení začátkem roku 1368
Dobyto 1368–1370
Dobyto 1371–1372
Dobyto 1382
Dobyto 1387

Na podzim 1367 Čuova vojska vytrhla proti Fang Kuo-čenovi a do prosince 1367 obsadila celé pobřeží. V listopadu 1367 armáda Chu Meje a loďstvo Tchang Chea a Liao Jung-čunga vyrazily na jih. Fu-ťien byl bez velkých bojů zabrán do února 1368, Kuang-tung v dubnu 1368. S posilou vojska Jang Ťinga, které přišlo z Chu-kuangu, byla do července 1368 obsazena i provincie Kuang-si.
Současně s jižním tažením Ču vyslal dvěstěpadesátitisícovou armádou vedenou Sü Taem a Čchang Jü-čchunem dobýt severočínskou rovinu. Do března 1368 pozemní i námořní síly dobyly Šan-tung. Do května byl obsazen Che-nan. Pak nastala přestávka na zemědělské práce, během níž se císař setkal se svými generály v dobytém Kchaj-fengu a potvrdil zde plány tažení. V polovině srpna se mingská armáda dala znovu do pohybu a počátkem září dosáhla Ta-tu (dnešní Peking), před městem porazila mongolskou armádu a poté je obsadila, zatímco jüanský císař Togon Temür uprchl na sever do Šang-tu. Město bylo Číňany přejmenováno na Pej-pching (Severní mír). Poté tažení pokračovalo útokem na Šan-si.
V lednu 1369 hlavní armáda vedená Sü Taem dobyla Tchaj-jüan, přičemž Kökö Temür ustoupil do Kan-su. Na jaře 1369 mingská vojska začala obsazovat i Šen-si. Provincie byla zabrána do září 1369, pohraniční boje s oddíly Kökö Temüra však trvaly do roku 1370.
Na rok 1370 mingská vláda naplánovala útok na Mongolsko ve dvou směrech – generálové Li Wen-čung a Feng Šeng zaútočili z Pekingu na sever na mongolského císaře a Sü Ta vytáhl ze Si-anu proti Kökö Temürovi. Začátkem května 1370 byl Kökö Temür poražen a uprchl do Karakorumu. Přes 84 000 jeho vojáků padlo do mingských rukou a Číňané poté postupovali na západ podél toku Chuang-che. Li zatím postoupil do Šang-tu, jüanský císař Togon Temür ustoupil severněji do Jing-čchangu a v květnu 1370 zemřel. Císařskou hodnost převzal jeho třiadvacetiletý syn Ajuširidara. V červnu byl Liem dobyt i Jing-čchang. Ajuširidara uprchl, ale jeho císařovna a syn Maidiribala byli s více než 50 000 vojáky zajati. Mongolský vládce se na útěku zastavil až v Karakorumu, kam se stáhly i zbytky Kökövy armády.
Po vítězství nad Mongoly mingská vláda obrátila pozornost na říši Sia v S’-čchuanu. Zdejší režim udržoval s Mingy korektní vztahy. Podrobit se ale odmítl a tak začátkem roku 1371 generál Fu Jou-te dostal rozkaz zaútočit na S’-čchuan ze severu. Současně Tchang Che a Liao Jung-čung postupovali s flotilou proti proudu Jang-c’-ťiang. Byli zprvu zastaveni, ale po odeslání části obránců na sever proti úspěšnému postupu druhé armády a využití dělostřelecké převahy se pohnuli vpřed a do září 1371 byl S’-čchuan zabrán. Pak zůstala jihozápadní hranice deset let stabilní, dokud v letech 1381–1382 nebyl dobyt promongolský Jün-nan.
Na rok 1372 císař připravil široce koncipovaný útok na Mongolsko. Sü Ta vyrazil se stopadesátitisícovou armádou ze Šan-si přes Gobi na Karakorum, na západě měl Feng Šeng s padesáti tisíci jezdci dobýt západní část kansuského koridoru a Li Wen-čung měl také s padesáti tisíci vojáky zaútočit na východě Mongolska a v Mandžusku. Feng Šengova vojska splnila úkol, ale střední a východní armáda byly Mongoly poraženy.
Neúspěchy roku 1372 zničily sen Chung-wua stát se dědicem celého jüanského impéria jak v Číně, tak ve stepi. Navíc vzrostlo japonské pirátství a v provinciích Kuang-si, Chu-kuang, S’-čchuan a Šen-si vypukla povstání. Proto přešli Číňané na severu k obraně a o dva roky později vrátili zajatého prince Maidiribalu zpět do Mongolska.

## 70. léta – budování státu

### Cíle a zákony
| Chung-wuova oblíbená pasáž Knihy o Cestě a Ctnosti (Tao-te-ťing): Ať je stát malý s malým počtem lidí: Aby lid... hleděl na smrt vážně a neodcházel do vzdálených končin. I když bude mít lodě a vozy, nechť není, kdo by do nich vstupoval. Aby lid... shledával svůj pokrm chutným, svůj oděv krásným, své obydlí pokojným, svůj způsob života radostným. I když sousedící státy budou na dohled, kokrhání kohoutů a štěkot psů v jednom bude slyšet v druhém, přesto lid bude stárnout a umírat, aniž zatouží přecházet z jedné země do druhé. |
| |

Chung-wuova veřejná prohlášení byla plná sympatií pro rolníky a nepřátelství a nedůvěry k bohatým pozemkovým vlastníkům a učencům. Sám o sobě hovořil jako o vesničanovi z pravého břehu řeky Chuaj. Na své bědné mládí nikdy nezapomněl. I jako císař si zachoval ideál vesnického soběstačného života v klidu, bez nutnosti vzdalování se z obce, který byl v jeho mládí nedosažitelným snem. A dělal co mohl, aby jej svým poddaným umožnil.
Konečným cílem všech Chung-wuových reforem byla politická stabilita státu. Dosažení tohoto cíle byla podřízena všechna politika a povaha institucí, i sociální a ekonomická struktura společnosti. Chaos a vláda cizinců, ze kterých se zrodila nová dynastie, ještě posílily tíhnutí k řádu.
Při budování nové společnosti na troskách jüanské říše císař věnoval velkou péči legislativě, která se týkala všech sektorů společnosti. Přitom se projevil jako energický a kreativní zákonodárce, zákony byly vydávány, revidovány a modifikovány po celou dobu jeho vlády. Neustálé změny vyvolávaly občasné protesty úředníků.
Chung-wuova legislativa měla čtyři hlavní témata. Prvním, nejširším, byla touha po zachránění světa prostřednictvím morální reformy, snaha po obnovení řádu. Druhým byla snaha o kontrolu byrokracie, ukáznění následovníků a řízení vlády. Třetím bylo odstranění špatných a nespolehlivých úředníků. Čtvrtým byl odpor vůči úpadku přicházejícím s časem, kdy se Ču jako patriarcha rodu snažil zabránit rozkladu společnosti a dynastie v budoucnosti i změnám svých zákonů.
Práce na sestavení nového zákoníku – Ta Ming lü byly zahájeny roku 1364. Kodex, založený na konfuciánských principech, ve značné míře vycházel se starého tchangského zákoníku z roku 653. Prvotní znění bylo odsouhlaseno roku 1367, definitivní verze byla přijata roku 1397 a zůstala neměnná do pádu říše, i když byla doplňována dodatečnými ustanoveními.

### Hlavní město

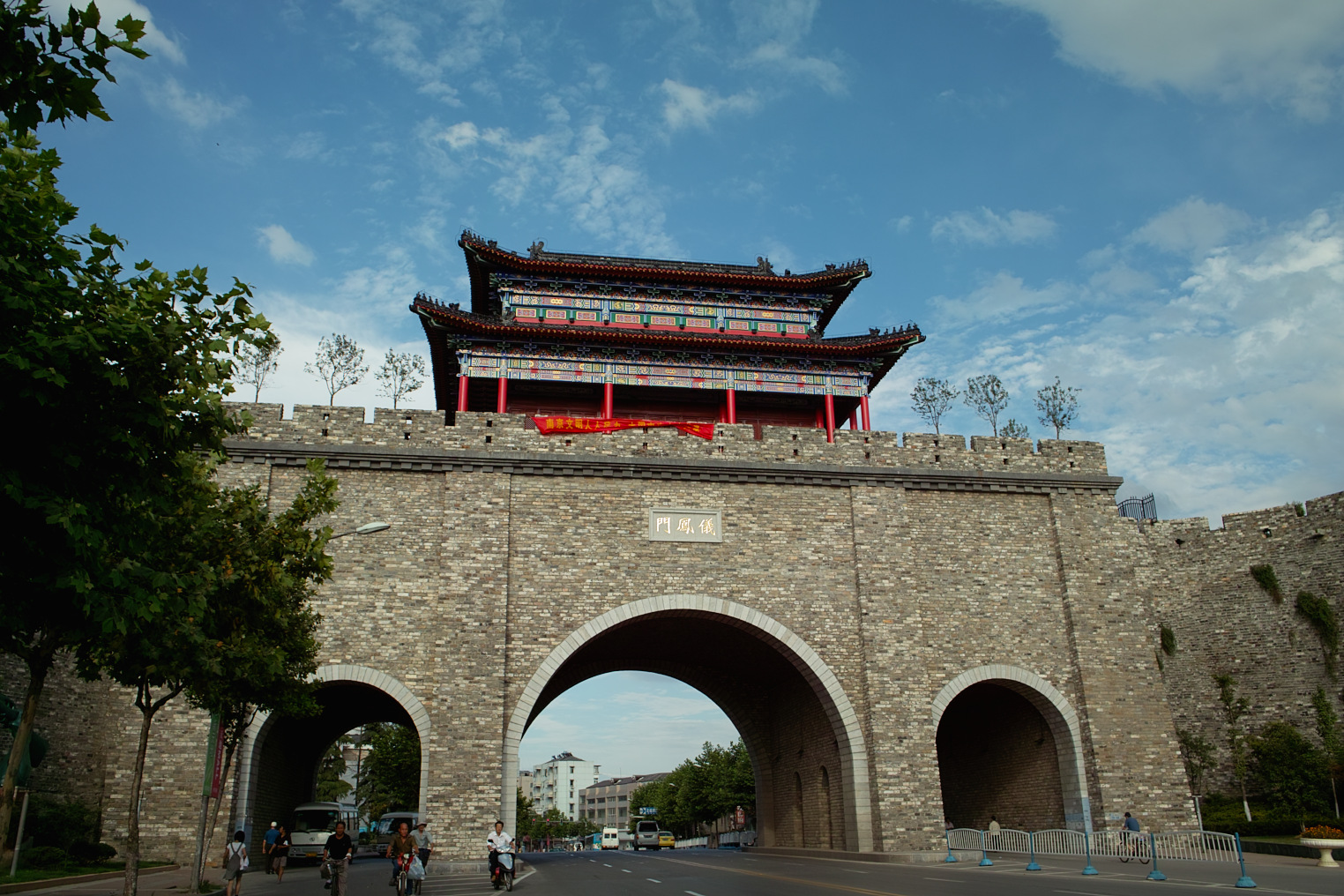
Brána I-feng v Nankingu.

Hlavním městem říše byl Nanking (Nan-ťing, Jižní hlavní město), do 1368 nazývaný Jing-tchien. V 60. a 70. letech probíhala rozsáhlá výstavba metropole. Na 200 000 dělníků obehnalo město hradbami dlouhými téměř 26 km, tehdy nejdelšími na světě, a vybudovalo císařský palác i vládní čtvrť. Roku 1368 císař pobýval v červnu – srpnu a říjnu – listopadu v Kchaj-fengu, tehdy proto označovanému za Pej-ťing (Severní hlavní město).
Roku 1369 Chung-wu otevřel debatu o přemístění hlavního města. V srpnu zvítězil jeho názor o přenesení metropole do Feng-jangu (tehdy nazývaném Lin-chao), císařovu rodném okresu v severním An-chueji, na jižním břehu řeky Chuaj, asi 100 km severně od Nankingu. Byla zahájena velkoryse koncipovaná výstavba budoucí metropole, nazvané Čung-tu (Střední hlavní město). Oblast byla vylidněná už od hladomoru ve 40. letech, proto byli k Feng-jangu přesidlovány rodiny bezzemků z jihu. Roku 1375 se ale císař myšlenky na přemístění hlavního města vzdal a práce byly zastaveny.

### Ústřední správa

Osídlení Číny za vlády Chung-wua. Počet obyvatel provincií je uveden v miliónech, podle sčítání roku 1393. Celkem bylo v Číně napočteno 60,5 miliónů obyvatel.

S nástupem na trůn Chung-wu jmenoval manželku císařovnou a nejstaršího syna Ču Piaa následníkem trůnu. Císař kolem sebe shromáždil řadu osobností vojenských i civilních, nicméně civilní úředníci nikdy nedosáhli prestiže a významu vojáků. Roku 1367 jmenoval vévody (kung) tři své nejbližší spolupracovníky – generály Sü Taa a Čchang Jü-čchuna a úředníka Li Šan-čchanga. Po vyhlášení říše Ming obdržel hodnosti a tituly i širší okruh věrných generálů. Tato vojenská elita byla vybraná na základě schopností, své postavení však její členové předávali synům. Generálové se stali vládnoucí vrstvou říše, nadřazenou úřednickému aparátu. Úředníci neměli politickou iniciativu, pouze přenášeli dolů císařovy příkazy a požadavky. Svým způsobem se reprodukovalo uspořádání vzniklé za dynastie Jüan, přičemž vládnoucí vrstvu Mongolů a Se-muů nahradily rodiny zasloužilých vojevůdců spojené příbuzenskými svazky mezi sebou i s císařským rodem.
Administrativní aparát byl vybudován podle jüanského vzoru. V čele civilní správy stál ústřední sekretariát vedený dvěma hlavními rádci, neformálně označovanými za první ministry. Podléhalo mu šest ministerstev – státní správy, daní, obřadů, vojenství, trestů a (veřejných) prací. Administrativu kontroloval cenzorát, nad armádou bděla hlavní vojenská komise. Civilní správa, za panování pozdějších císařů – jádro vlády, tvořila pouze servisní systém sloužící k zabezpečení financí a logistiky pro armádu. Správa provincií byla v tomto duchu zprvu pod kontrolou generála, kterému podléhaly i civilní úřady. V 70. letech vliv vojáků zeslábl, když byli na vedoucí pozice v provinciích obvykle jmenování ministři. Regionálním vojenským velitelům zůstala administrativa spojená se spravováním záležitostí vojenských rolníků v systému wej-suo.
V 70. letech se systém wej-suo, zavedený roku 1364, stabilizoval, když bývalí vojáci sloužili jako dědiční vojenští rolníci, přičemž každá rodina měla povinnost dodat jednoho člena každé generace k aktivní službě. Armáda byla díky produkci vojenských rolníků soběstačná. Roku 1393 se ozbrojené síly říše skládaly z 326 pluků a 65 samostatných praporů. Po roce 1368 byla armáda pravděpodobně větší než bylo třeba, ale vláda se obávala následků rozsáhlé demobilizace.
Počet eunuchů v paláci císař omezil na 100, v obavě z důsledků jejich vlivu. Později povolil zvýšení jejich počtu na 400, ale zakázal jim učit se číst, psát a vměšovat se do politiky.
| V tříletých intervalech se konaly provinční zkoušky, úspěšní dostali titul tü-žen (v rané mingské době dostačující pro zahájení úřední kariéry, do konce dynastie dostatečný k místu učitele v místní škole). Po provinčních probíhaly metropolitní zkoušky. Po jejich složení kandidáti postoupili k palácovým zkouškám, zde jejich práce četl teoreticky císař. Úspěšní dostali hodnost ťin-š’, kterých bylo za Chung-wua jmenováno celkem 871. |
| |

Obnovovala se státní správa na konfuciánských principech. V únoru 1371 císař rozhodl o konání provinčních a okresních zkoušek každé tři roky, provinční proběhly už v březnu. Ale už roku 1377 úřednické zkoušky zrušil v důsledku nespojenosti s kvalitou absolventů. Přestože podporoval konfuciánství, choval hlubokou nedůvěru k třídě úředníků a neváhal je tvrdě trestat za spáchané přečiny. Po obnovení zkoušek roku 1384 popravil hlavního zkoušejícího, poté, co vyšlo najevo, že dotyčný uděloval stupeň ťin-š’ pouze uchazečům z jihu.
Úředníků nebylo ani 8 000, polovina na nízkých stupních (osmém a devátém), nepočítaje v to nejméně 5 000 učitelů ve vládních školách. Na rozdíl od pozdějších let v raném mingském období se zkouškami nezískalo dost kandidátů, místa byla mnohdy obsazována na základě doporučení a známostí. Úřednický systém se teprve tvořil a zavedení zkoušek mělo bezprostředně především symbolický význam přihlášení ke konfuciánství.
Kvalifikovaní konfuciánsky vzdělaní úředníci obsazovali ve státní správě pouze řídící místa. Rutinní administrativa a „vyplňování formulářů“ byly úkolem řadových zaměstnanců a pomocníků, vybíraných z místního obyvatelstva. Bylo jich nejméně čtyřikrát více, než úředníků.
Platy úředníků i příjmy členů císařského rodu byly zhruba pětinové proti stavu za minulých dynastií. A to ještě úředníky vláda vyplácela v papírových penězích nebo je nutila přijímat obrazy, kaligrafii nebo pepř. Úředníci a důstojníci, jejich rodiny a příbuzní, nesměli obchodovat ani půjčovat peníze. Zejména na nižších stupních hierarchie měli proto úředníci problém se uživit, který byl pro poctivé neřešitelný, pokud sloužili daleko od zajištěných příbuzných.

### Místní správa a daně
Vesnice tvořily samosprávné komunity řešící si vnitřní spory bez zásahů úředníků, kterým ostatně Chung-wu nedoporučoval vůbec vstupovat na venkov. Fungovaly ne na základě zákonů, ale konfuciánské morálky.
Byl proveden soupis obyvatelstva evidovaného v Žlutých registrech. Pozemky, jejich kvalitu, zdanění a vlastnictví evidovaly registry rybích šupin (nazvané podle jejich vzhledu). Za výběr daní byli zodpovědní oblastní daňoví správci (liang-čang), jmenovaní okresními úřady z členů majetných rodin. Roku 1371 byl v povodí Jang-c’-ťiang zaveden systém místní samosprávy li-ťia a postupně se rozšiřoval po říši. Všechny řádné státní výdaje, kromě pozemkové daně, byly hrazeny pomocí povinných služeb a dodávek obyvatelstva. V systému li-ťia (stovek – li a desítek – ťia rodin) služby odváděla vždy jedna ťia, po roce ji vystřídala další. Na rozdíl od pozemkové daně byla tato forma zdanění progresivní. Velké infrastrukturní projekty, jako výstavba cest a hrází či kanálů, byly hrazeny dalšími rekvizicemi ad hoc.
Daně byly nízké – jejich výše byla pro každý region pevně stanovena, a určena tak, aby rolníci odváděli 3 % úrody. Odváděné byly v naturáliích, za dodávky do státních skladů bylo zodpovědné obyvatelstvo. Přeprava, mnohdy na značnou vzdálenost stovek kilometrů, značně zatěžovala daňové poplatníky. Náklady na dopravu byly u obilí dopravovaného do Nankingu třikrát i čtyřikrát vyšší než jeho cena, u dodávek pro armádu na severní hranici převyšovaly jeho cenu dokonce šestkrát až sedmkrát. Daně a dávky od rolníků vybíralo ministerstvo daní, ministerstvo prací se staralo o řemeslníky. Ti museli pracovat ve státních manufakturách po dobu tří měsíců jednou za 2 až 5 let, v závislosti na profesi. Ministerstvo vojenství vedlo soupisy vojenských rolníků a také od nich vybíralo dávky a daně. Jelikož státní příjmy a výdaje byly realizovány příkazy obyvatelstvu dodat požadované statky na určené místo, nebylo třeba velkých skladů. Úředníci ale nebyli schopni vždy nasměrovat dodávky na potřebná místa, důsledkem byla řada lokálních zásobovacích krizí.

### Společnost

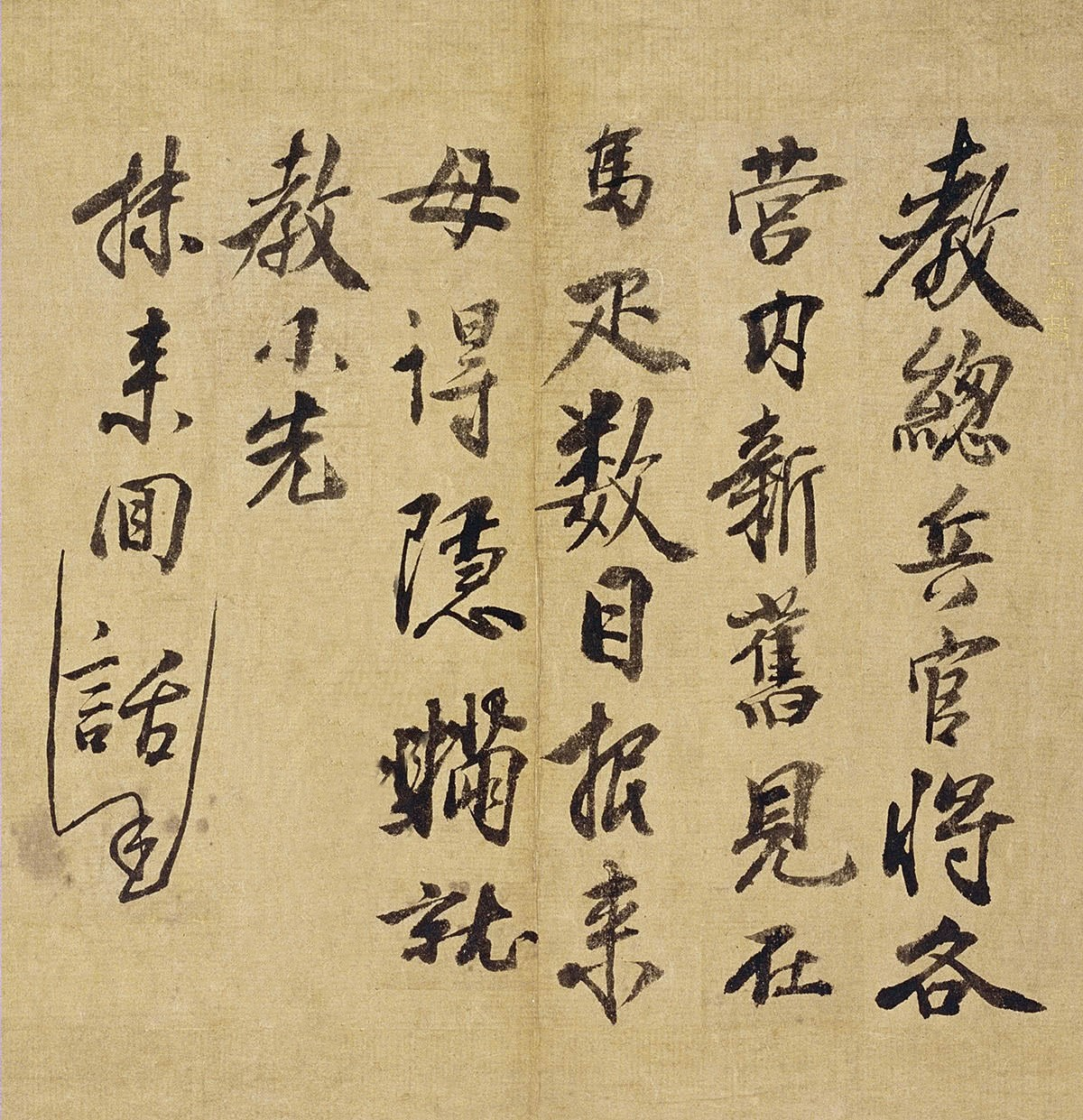
Ukázka Chung-wuova rukopisu

Heslem Chung-wua byla šetrnost a jednoduchost. Císař chtěl obnovit jednoduchou zemědělskou ekonomiku, ostatní odvětví byla považována za doplňková. Spotřeba bohatých a privilegovaných byla omezována v obavě, že předvádění se bude mít destruktivní účinky na soudržnost společnosti, a podkopá sociální a ekonomické základy státu. Od privilegovaných byla vyžadována sebeomezení, jejichž ospravedlnění bylo hledáno v konfuciánské morálce. Materiální zájmy a sobectví bylo odmítáno. Chung-wu neváhal jít příkladem. Spokojil se s prostým jídlem i vybavením paláce. Potěšení z pohodlí, luxusu a majetku, pokládal za nepřijatelnou sebestřednost a známku korupce. Typickými nařízeními v tomto duchu bylo vysázení zeleninových zahrad místo květinových v palácích jeho synů, zákaz chovu zvířecích miláčků (například tygrů) spojený z výzvou nahradit je užitečnými zvířaty, kupříkladu kravami. Zakazováno bylo pěstování druhů rýže vhodných pro výrobu rýžového vína. Vláda regulovala i spotřebu, pro každou třídu obyvatelstva byla stanovená úroveň jídla, oděvů, bydlení a dopravy. Výsledkem byla snaha o přísnou regulaci celého života poddaných, včetně pokusů prosadit standardy pozdravů i styl písemných textů, omezování lidí při výběru jmen a zákazy používání znaků připomínajících mnišskou epizodu císařova života.
Císař byl přesvědčen, že pokud ani jeden muž nebude bez pole a ani jedna žena bez tkalcovského stavu, strádání pomine. Koncentrace pozemkového vlastnictví v rukou boháčů se s tímto ideálem neslučovala, a navíc bohatí vlastníci nacházeli cesty jak neplatit daně. V posledních letech dynastie Jüan dokonce klesl výnos pozemkové daně na nulu. Chung-wu reagoval konfiskací půdy a jejím rozdělením mezi bezzemky. Kdo opustil majetky během válek, neměl nárok na jejich vrácení, byly mu sice přiděleny náhradní pozemky, ale pouze pokud na nich zamýšlel osobně pracovat. Kdo obsadil větší pozemky než byl schopen obdělat, byl potrestán a půda mu byla zabavena. Zatímco sungský císař Tchaj-cu povzbuzoval velké pozemkové vlastníky a říkal, že boháči jsou branou bohatství pro celou zemi, Chung-wu se snažil boháče zlikvidovat, po jeho reformách prakticky nezůstali velcí pozemkoví vlastníci.
Po nástupu na trůn přesídlil 14 300 bohatých rodin z Če-ťiangu a okolí Jing-tchienu z jejich panství do Nankingu. Obrovské majetky buddhistických klášterů, které za dynastie Jüan například v provincii Šan-tung vlastnily 3/5 půdy, byly zkonfiskovány, 3000 buddistických a taoistických klášterů zrušeno, 214 tisíc buddhistických a 300 tisíc taoistických mnichů a mnišek vráceno světskému životu a kláštery omezeny na jeden s maximálně dvěma mnichy v okrese. Volná půda byla přidělována bezzemkům. Na severu dostávali rolníci 15 mu na pole a 2 na zahradu, na jihu rolníci obdrželi 16 mu, vojenští rolníci 50 mu.
V kontrastu s postojem k bohatým byla péče o chudé výrazně zvýšena (a v 16. století už považována za běžnou). V každém okresu vláda nařídila zřídit útulky pro žebráky, ostatní nemajetní měli garantovány příděly rýže, dřeva a látek, osmdesátiletí a starší i maso a víno. Náklady hradily prostřednictvím systému li-ťia bohaté rodiny, a to pod hrozbou konfiskace majetku.

### Zemědělství

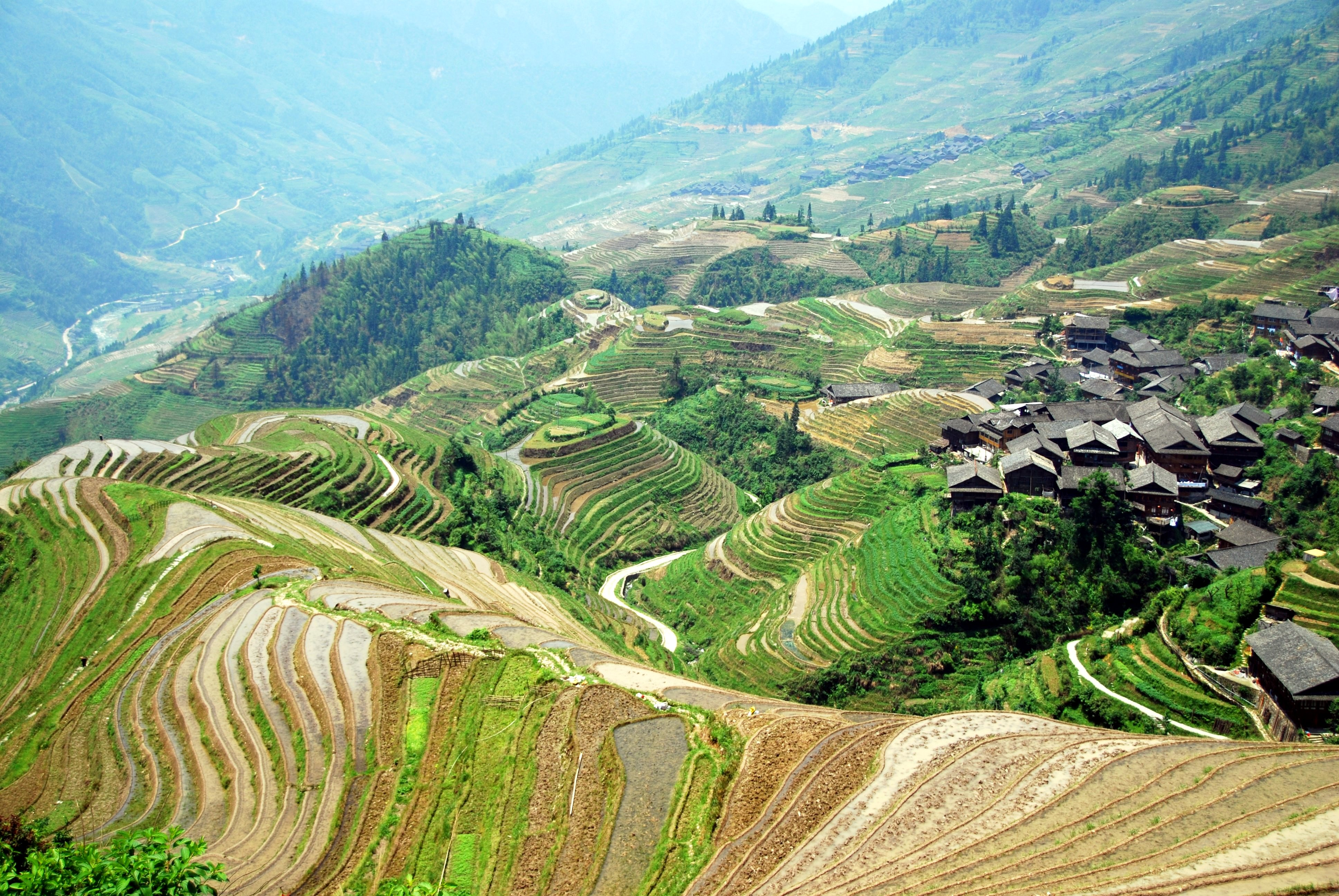
Terasová rýžová pole okresu Lung-šeng v provincii Kuang-si. Zemědělství bylo pro Chung-wua hlavním zdrojem bohatství země.

Orné půdy se nedostávalo, proto zemědělci, kteří zúrodnili neobdělávanou půdu, byli tři roky osvobozeni od daní. Vláda dále podporovala běžence a obyvatelstvo hustě osídlených oblastí k přesídlení na prázdnou půdu na severu, poskytujíce přesídlencům různé úlevy. V zájmu zvýšení množství pracovní síly bylo zrušeno otroctví (vlastnit otroky bylo povoleno pouze členům císařského rodu), snížen počet mnichů, zakázána koupě a prodej svobodných lidí, včetně přijímání žen, dětí a souložnic jako zástav a zakázáno obchodování z otroky.
Mimo znovuobdělání opuštěné půdy byla přijata opatření pro obnovení zavlažovacích systémů. Chung-wu rozkázal místním úřadům informovat dvůr o všech požadavcích a připomínkách obyvatelstva ohledně oprav nebo výstavby zavlažovacích staveb. Roku 1394 císař zvláštním výnosem nařídil ministerstvu veřejných prací uvést do řádného stavu kanály a přehrady pro případ sucha nebo přívalových dešťů, současně rozeslal po zemi absolventy státní školy a technické specialisty dozírající na protipovodňové stavby. V zimě roku 1395 bylo po celé zemi postaveno 40 987 hrází a odvodňovacích kanálů.

### Peníze

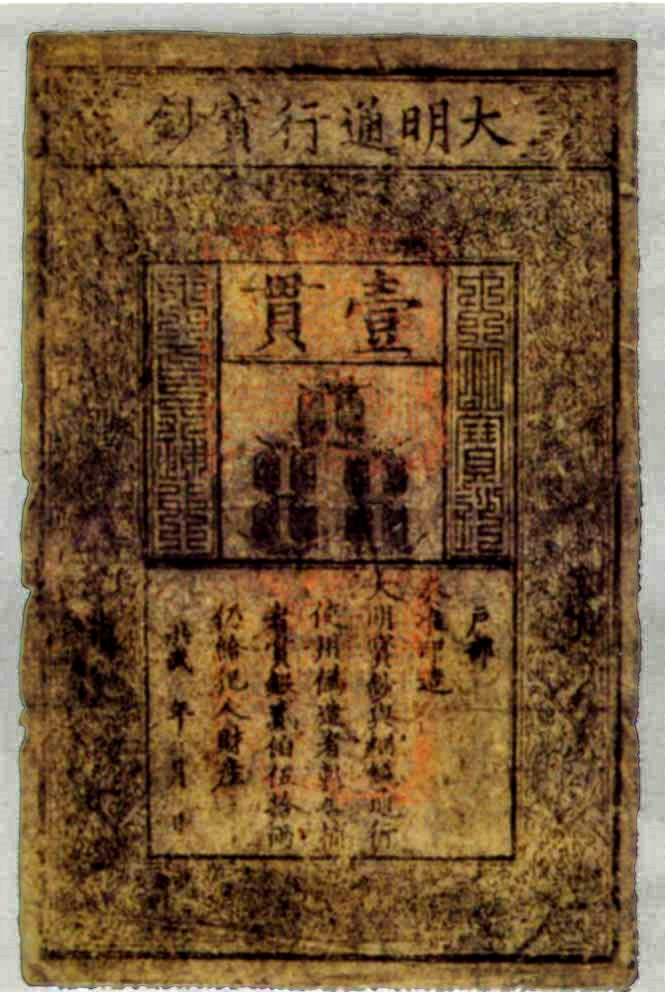
Mingská státovka

Inflace závěru jüanské doby vedla k opuštění papírových peněz a návratu k zrnu jako základnímu prostředku směny. Chung-wu poprvé razil mince roku 1361, nicméně tehdejší nevelké ražby neměly výraznější ekonomický dopad. Především vyjadřovaly nárok na politickou samostatnost. V 60. letech vláda neměla sílu ovlivňovat ekonomiku, proto tolerovala i oběh starých mincí a stanovení cen nechala na trhu.
Po sjednocení Číny mince obíhaly s potížemi, podle úředníků kvůli nedostatečnému množství, což chtěli řešit snížením obsahu mědi o desetinu, aby mohl být zvýšen jejich počet. Císař devalvaci odmítl, a protože těžba nemohla dostatečně vzrůst, vláda se roku 1375 vrátila k papírové měně (státovkám), která měla sloužit jako základní prostředek směny, s měďáky v pomocné funkci. Podobně jako za dynastie Jüan se i nyní vláda snažila podpořit papírové peníze zákazem užití drahých kovů nebo jiných komodit v obchodu, ale na rozdíl od jüanských dob nebyly papírové peníze směnitelné za stříbro. Důsledkem byl rychlý pokles jejich hodnoty. Znejistělá vláda se pokoušela podpořit měnu manipulací s nabídkou peněz, přičemž kolísala mezi zastavením tisku i ražby a tiskem na plné obrátky. Když peníze vláda tiskla, tak ve zcela nepřiměřeném množství, například roku 1390 byly příjmy vlády 20 miliónů kuanů (peněžní jednotka rovnající se 400 měďákům) ve státovkách, ale výdaje 95 miliónů oficiálně a fakticky ještě vyšší. Následky na sebe nenechaly čekat – cena státovek do roku 1394 klesla na 40 % nominální hodnoty a obchodníci se obrátili ke stříbru. Vláda reagovala snahou o stažení měďáků a opětovným (1397) zákazem užití stříbra v obchodu. Ceny byly pak obchodníky určovány ve stříbře, ale vzhledem k nedostatku drahých kovů vypláceny v papírových penězích, v postupně klesajícím kurzu. Stříbro a zlato se staly měřítkem hodnoty a státovky platebním prostředkem.
Politika namířená proti stříbru může být interpretována jako součást snahy o zlomení moci ťiangnanských boháčů, dříve straníků Čang Š’-čchenga (vedle vyvlastňování, vysokých daní a přesídlování). Stříbro dávalo jeho vlastníkům podle císařova názoru nepřiměřenou autonomii. Z tohoto hlediska je odmítání směnitelnosti státovek za stříbro pochopitelné.

### Obchod
Císařovu nedůvěru k úřednické elitě doplňoval přezíravý postoj k obchodníkům. Zlomení moci vrstvy obchodníků a velkých pozemkových vlastníků viděl císař jako jeden z nejdůležitějších úkolů své vlády. Zavedl vysoké daně pro Su-čou a okolí – tehdy obchodní a ekonomické centrum Číny. Navíc několik tisíc zdejších zámožných rodin bylo přinuceno přesídlit k Nankingu a na jižní břeh Jang-c’-ťiang. Aby zabránil nepovolenému podnikání, museli cestující obchodníci hlásit svá jména a náklad místním agentům, kontrolovaným úřady každý měsíc. Zboží byli povinni ukládat ve vládních skladech.

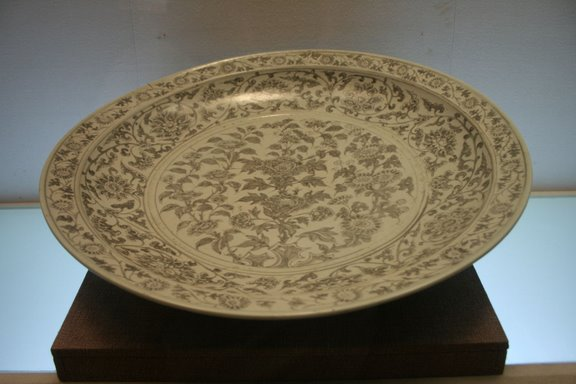
Konec válek přinesl rozvoj hospodářství. Porcelánový talíř éry Chung-wu. Dnes v Nankingském muzeu

Na obchodníky těžce dopadalo omezování mobility obyvatelstva. Cesty delší než 100 li (58 km) byly bez úředního povolení zakázány. Cestovní doklad obsahoval jméno, bydliště, jméno správce jeho li, věk, výšku, popis obličeje a postavy, povolání, jména rodinných příslušníků. Nesrovnalosti byly důvodem k navrácení podezřelého domů a trestu.
Cestující lidé byli kontrolováni vojáky na cestách u přívozů i na ulicích. Hostince hlásily hosty úřadům, včetně údajů o cílech cest a dopravovaném zboží, které obchodníci museli uskladňovat ve státních skladech. Bez licence se nedalo obchodovat, při jejím vydání úřady kontrolovaly zboží, místo určení a ceny. Zprostředkovatelé (makléři) byli zakázáni. Pro většinu zboží vláda stanovila pevné ceny, jejichž nedodržení bylo trestáno. Konfiskaci a bičování vynesla obchodníkovi i špatná kvalita zboží.
Jen málokterá vláda uplatňovala pojetí čtyř tříd (sestupně úředníci, rolníci, řemeslníci, obchodníci) tak vážně a důsledně. Obchodníci byli vyloučeni z úřednických zkoušek, v kontrastu k rolníkům. Dokonce i řadoví zaměstnanci úřadů, kteří se dostávali do styku s finančními záležitostmi, byli kvůli tomu považováni za ohrožené korupcí. Proto nebyli připouštěni ke zkouškám, které by je mohly pozvednout mezi úřednickou vrstvu. Navzdory snaze vlády zájem obyvatel o obchod nepolevoval. Příčinu soudobí autoři viděli v tom, že úspěšná obchodní cesta vynesla více než roční práce na poli.

### Zahraniční vztahy
V císařovu tíhnutí ke kontrole ekonomiky i společnosti představovaly styky se zahraničím vážný problém. V situaci, kdy vláda považovala obchod za rozkladnou sílu, byl soukromý zahraniční obchod nemyslitelný. Chung-wu zavedl politiku zakázaného moře – systematickou kontrolu nad zahraničními styky a zahraničním obchodem. Bránil Číňanům opouštět říši a cizincům přicházet a obchod s nimi trestal smrtí pro provinilce a vyhnanstvím pro jeho rodinu. Zakázal též budovat lodi s dvěma a více stěžni, přičemž existující byly zničeny, přístavy nechal zavalit kameny a kládami. Zahraniční zboží bylo zničeno, pobřeží osazeno strážemi. Cíl opatření císař vyjádřil větou „po moři nesmí plout ani kousek dřeva“. Nicméně zákaz soukromého zahraničního obchodu bez adekvátně výnosných alternativ vedl jen k pašeráctví. Vláda odpověděla silou, střežením hranic a tresty, ale nic nevyřešila. Později císař Jung-le reagoval zvětšením obchodu v rámci tributárního systému.
Zahraniční vztahy byly důležité jako symbol legitimity mingské vlády. Uznání její právoplatnosti a nadřazenosti okolními státy bylo vyjádřené odevzdáním tributu. Za tribut obdržely zahraniční delegace čínské zboží v odpovídající hodnotě. Tímto způsobem se mingská vláda snažila zahraniční obchod dostat pod kontrolu a omezit.
Roku 1368 císař oznámil svůj nástup Koreji, Vietnamu, Čampě a Japonsku. Poselství s tributem poslaly následující rok Korea, Vietnam a Čampa; roku 1370 jávský Madžapahit; roku 1371 Japonsko, Siam, Kambodža a sumaterské království Malaju, roku 1372 Rjúkjú. Během let 1369–1397 vypravily nejčastěji poselstva Korea a Rjúkjú, Čampa, Siam a Vietnam (v uvedeném pořadí 20krát, 19krát, 18krát a 14krát). Pro přijímání misí fungovaly specializované úřady, od roku 1370 umístěné v Ning-po, Čchüan-čou (ve Fu-ťienu) a Kantonu. O čtyři roky později však byly zrušeny a objem tributárního obchodu výrazně omezen. Přesto však zůstal značný, například roku 1392 siamská mise přivezla 38 tun aromatických látek, roku 1382 jávská téměř 17 tun pepře.
Před dobýváním cizích zemí dal Chung-wu přednost stabilizaci vlády v Číně. Proto odmítl pomoci Čampě ve válce s Vietnamem a pouze Vietnamce pokáral za agresi. Po porážkách v Mongolsku roku 1372 varoval budoucí císaře před tužbou po slávě dobyvatele a doporučil jim omezit se na obranu Číny před „severními barbary“. V Japonsku považovala mingská vláda za legitimní jižní dvůr a kjótskou vládu za uzurpátory, nicméně nesáhla dále než k ostré korespondenci, a třebaže hrozila použitím síly, nikdy k tomu nedošlo. Měla totiž na paměti neúspěch mongolské invaze, který Japonci s chutí připomínali.

## Změna kurzu v80. letech

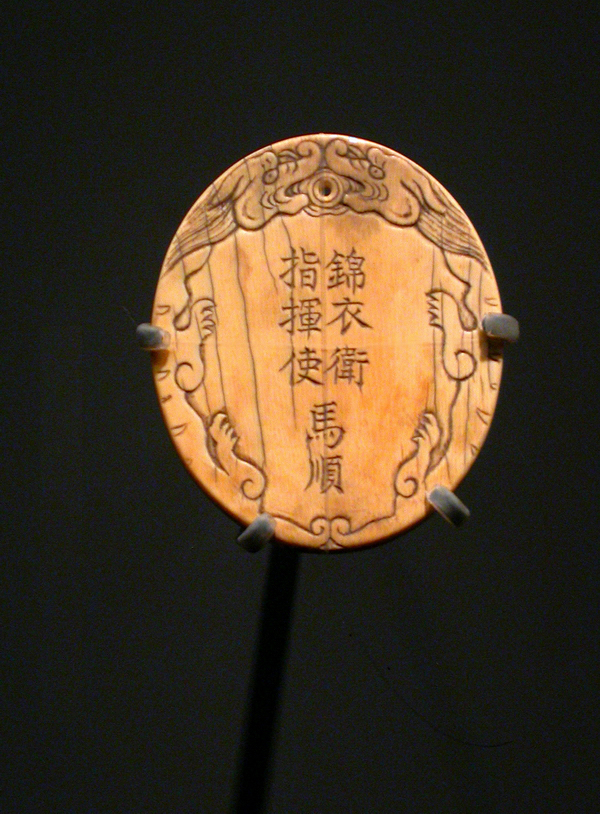
Odznak důstojníka ťin-i-wej (gardy ve vyšívaných uniformách), elitního pluku ochrany Zakázaného města, zastávajícího funkci tajné policie. Muzeum hlavního města, Peking.

Desetiletí 1371–80 bylo obdobím konsolidace a stability. Ale roku 1380 císař zahájil novou vlnu reforem, přičemž od té doby vládl přímo a osobně, za současného zesílení teroru vůči elitě.

### Císařovi synové
Podle rozhodnutí císaře měli jeho synové, obdaření tituly knížat (wang), obdržet vojenské velení v pohraničí a chránit tak říši. Kromě následníka se proto ostatní synové učili vedle konfuciánské vzdělanosti, kladoucí důraz na morální hodnoty, i válečnictví. Výchově synů věnoval císař velkou péči a pověřil jí učence v čele se Sung Lienem a Kchung Kche-ženem.
Smyslem postavení císařových synů do čela vojsk bylo zmenšení vlivu vojenské nobility na stát. Spiknutí generálů se císař velmi obával a postupně byla, v souvislosti s případy Chu Wej-junga a Lan Jüa, řada generálů popravena. Císařova obava o bezpečnost nebyla nedůvodná, riziko spiknutí generálů bylo vždy přítomno. On sám se k moci dostal zradou dědiců Kuo C’-singa a později čelil spiknutím svých podřízených.
Nejschopnějšími vojevůdci mezi princi byli Ču Ti a Ču Kang, později se k nim přidali i Ču Fu, Ču Čen, Ču Č’ a Ču Po. Mezi literárně orientovanými císařskými princi vynikl Ču Su díly o jüanské dvorské poezii a léčivých rostlinách a Ču Čchüan prací o lyrických dramatech a encyklopedií alchymie a farmacie. Také Ču C’, Ču Tchan, Ču Čchun a Ču Po se cítili dobře ve společnosti učenců, ale byli zběhlí i ve válečném umění. Ne vždy se však princové chovali řádně, především Ču Šuang, Ču Su, Ču Fu, Ču C’, Ču Tchan, Ču Kuej a císařův prasynovec Ču Šou-čchien byli kvůli svému chování terčem císařových výtek.
Devět nejstarších (po následníku trůnu) císařových synů bylo jmenováno knížaty roku 1370, dalších pět roku 1378 a ostatních deset 1391. Po dosažení přibližně dvaceti let věku byli posíláni do místa určeného titulem, první z nich roku 1378. S usídlením v regionech vzrostl jejich význam. Nejdůležitější byl druhý až čtvrtý syn, Ču Šuang, Ču Kang a Ču Ti, sídlící v Si-anu, Tchaj-jüanu a Pekingu, kteří veleli armádám na severní hranici. Kromě císařových synů byli ostatní členové císařského rodu ze správy země vyloučeni, v obavě z opakování dynastických sporů typických pro dynastii Jüan.

### Reforma ústředních úřadů
Struktura civilní správy uspořádaná podle jüanského vzoru císaře částečně vzdalovala od přímého výkonu moci, a proto ho neuspokojovala. Začátkem 80. let přistoupil k radikální reorganizaci správního aparátu se základním cílem všestranné centralizace a růstu osobní moci vládce.
Roku 1380 byl pro podezření z účasti ve spiknutí proti císaři uvězněn a popraven první ministr Chu Wej-jung, načež byla jeho funkce i s celým jeho úřadem (ústředním sekretariátem) zrušena. Císař navíc provždy zakázal jeho obnovení. Šestice ministerstev pak přímo podléhala císaři. Také cenzorát byl přechodně zrušen, hlavní vojenská komise řídící ozbrojené síly byla rozdělena na pět komisí, přičemž každá kontrolovala část vojsk v metropoli a pětinu regionů. Navíc císaři přímo podléhalo dvanáct pluků imperiální gardy v hlavním městě, jeden z nich, takzvaná garda ve vyšívaných uniformách, plnil roli tajné policie. Výsledkem byla fragmentace státní autority a vlády, která sice bezprostředně odstranila možnost státního převratu, ale dlouhodobě oslabila akceschopnost vlády.
Po velké čistce roku 1380 následovaly menší procesy, jejichž oběťmi se stalo několik ministrů a náměstků ministrů, ale i císařův synovec Li Wen-čung a stovky méně významných osob. Popravy vyvolaly vlnu protestů ze strany úředníků poukazujících na demoralizaci státního aparátu a plýtvání lidskými zdroji. Císař kritiky nepotrestal, ale politiku nezměnil.

### Zahraniční a vnitřní politika

Císařovna Ma (1332–1382), hlavní manželka Chung-wua. Oficiální soudobý portrét.

Roku 1381 byl zaveden systém li-ťia v celé zemi, revidována evidence obyvatelstva zavedením Žlutých registrů, a proběhlo sčítání lidu. V souvislosti s přenesením zodpovědnosti za výběr daní na li v systému li-ťia byli oblastní daňoví správci roku 1382 zrušeni, ale už po třech letech obnoveni. Shromažďovali nyní daně od hlav li a dopravovali je do státních sýpek, nicméně výdaje na dopravu, účetní a dozor hradila li.
Tažení proti velkým pozemkovým vlastníkům se nevyhýbalo ani novým mingským hodnostářům. Roku 1380 bylo zrevidováno vlastnictví pozemků získaných ministry a úředníky, roku 1381 totéž dopadlo i na nositele šlechtických titulů, včetně členů císařského rodu. Všichni museli vrátit získané pozemky státu, náhradou byli vypláceni v rýži a hedvábí. Výsledné rozdrobení pozemků se udrželo dlouhou dobu. Ještě o dvě století později mohl Che Liang-ťün (1506–1573) napsat, že v okrese Su-čou nejsou velkostatkáři a nikdo nemá více než desetinásobek polí drobného rolníka.
Roku 1382 císaře postihla vážná ztráta, zemřela císařovna Ma. Téhož roku nově jmenovaný předseda Velkého odvolacího soudu zkritizoval císařovu podporu buddhistických mnichů, jejich privilegia u dvora a postavení ve vládě. Poté císař omezil jejich vliv. Současně zesílila podpora konfucianismu, po celé říši byly otevřeny Konfuciovy chrámy, roku 1369 uzavřené, kromě jednoho v jeho rodišti. Příklon ke konfuciánství vyústil roku 1384 v obnovení úřednických zkoušek. Jediné texty u nich požadované byly čtyři knihy a pět klasiků. Prosazování konfucianismu posílilo převahu morálních hledisek při řízení státu nad ekonomickými.
80. léta přinesla aktivnější zahraniční politiku. V letech 1380 a 1381 severní pohraniční vojska obnovila mohutné výpravy za Velkou zeď. Roku 1381 mingská armáda, vedená Fu Jou-tem, rychle dobyla Jün-nan, potlačení řady místních povstání však zaměstnalo Fu Jou-teho vojáky po několik dalších let. A protože bylo nutno vydělit početné oddíly také ke střežení pobřeží před pašeráky a piráty, mohla být ofenzíva na severu obnovena až roku 1387. Tažení do Mandžuska roku 1387 bylo celkem úspěšné, nicméně velící generál, Feng Šeng, byl odvolán a nahrazen Lan Jüem. V tažení roku 1388 dvěstětisícová Lan Jüova armáda rozhodně porazila Mongoly u řeky Sungari a u jezera Bujur Núr. Číňané zajali 73 tisíc mongolských bojovníků, včetně mongolského následníka a jeho mladšího bratra. Mongolský chán Togus Temür uprchl, ale příští rok byl zavražděn a spory o nástupnictví jeho lid paralyzovaly. Lan Jü za odměnu obdržel titul vévody, šest generálů jeho armády se stalo markýzi. Výsledkem tažení bylo i připojení poloostrova Liao-tung.

## 90. léta – nástupnictví, smrt

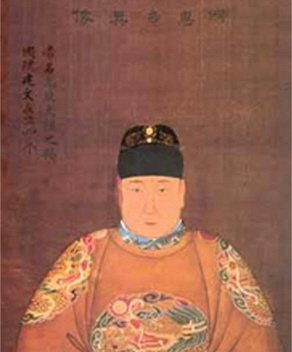
Císař Ťien-wen, Chung-wuův vnuk a nástupce.

Od roku 1390 veleli armádám posílaným severně od zdi císařovi synové, zejména Ču Ti, ale i Ču Šuang, Ču Kang a Ču Fu. Současně od začátku 90. let začala další vlna zatýkání. Na podzim 1391 korunní princ Ču Piao vyjel na inspekční cestu do Šen-si, při níž měl prověřit možnost přemístění hlavního města do Si-anu. Po návratu onemocněl a roku 1392 zemřel. Náhlá smrt následníka trůnu mocenský systém destabilizovala. Novým korunním princem jmenoval císař Ču Piaova syna Ču Jün-wena. Ve snaze zabezpečit hladké předání moci mladému dědici rozpoutal Chung-wu roku 1393 novou mohutnou vlnu čistek počínající obviněním a popravou generála Lan Jüa. V těchto čistkách císař zničil vojenskou nobilitu.
Během třiceti let Chung-wuovy vlády v politických čistkách zahynulo 100 tisíc lidí. Především čistka roku 1390 získala plošný charakter, když se zatýkání a popravy rozšířily na celou vládnoucí vrstvu. Císař tehdy zřejmě dospěl k závěru, že vojenská dědičná elita není oporou trůnu a rozhodl se ji zlikvidovat. V rámci snahy o likvidaci křiklavých majetkových nerovností bylo pod záminkou spojení se zrádnými politiky popraveno i množství statkářů a obchodníků, kteří se provinili pouze svým bohatstvím.
Vzniklé mocenské vakuum však nevyplnili civilní úředníci, ale především císařovi synové. Ti nyní, stejně jako dříve generálové, střídali službu na hranici u vojsk s audiencemi v hlavním městě. Za Chung-wuova života tak byli stabilizujícím prvkem. Ale protože loajalita generálů a úředníků byla nyní směřována spíše k osobě císaře než k úřadu, přišla po jeho smrti krize.
Císař Chung-wu vážně onemocněl v prosinci 1397 a znovu od 24. května 1398, 22. června se mu přitížilo a 24. června 1398, po třiceti letech panování, zemřel. Pohřben je v mauzoleu Ming-siao-ling postaveném na jižní straně Purpurové hory východně od Nankingu.

## Hodnocení

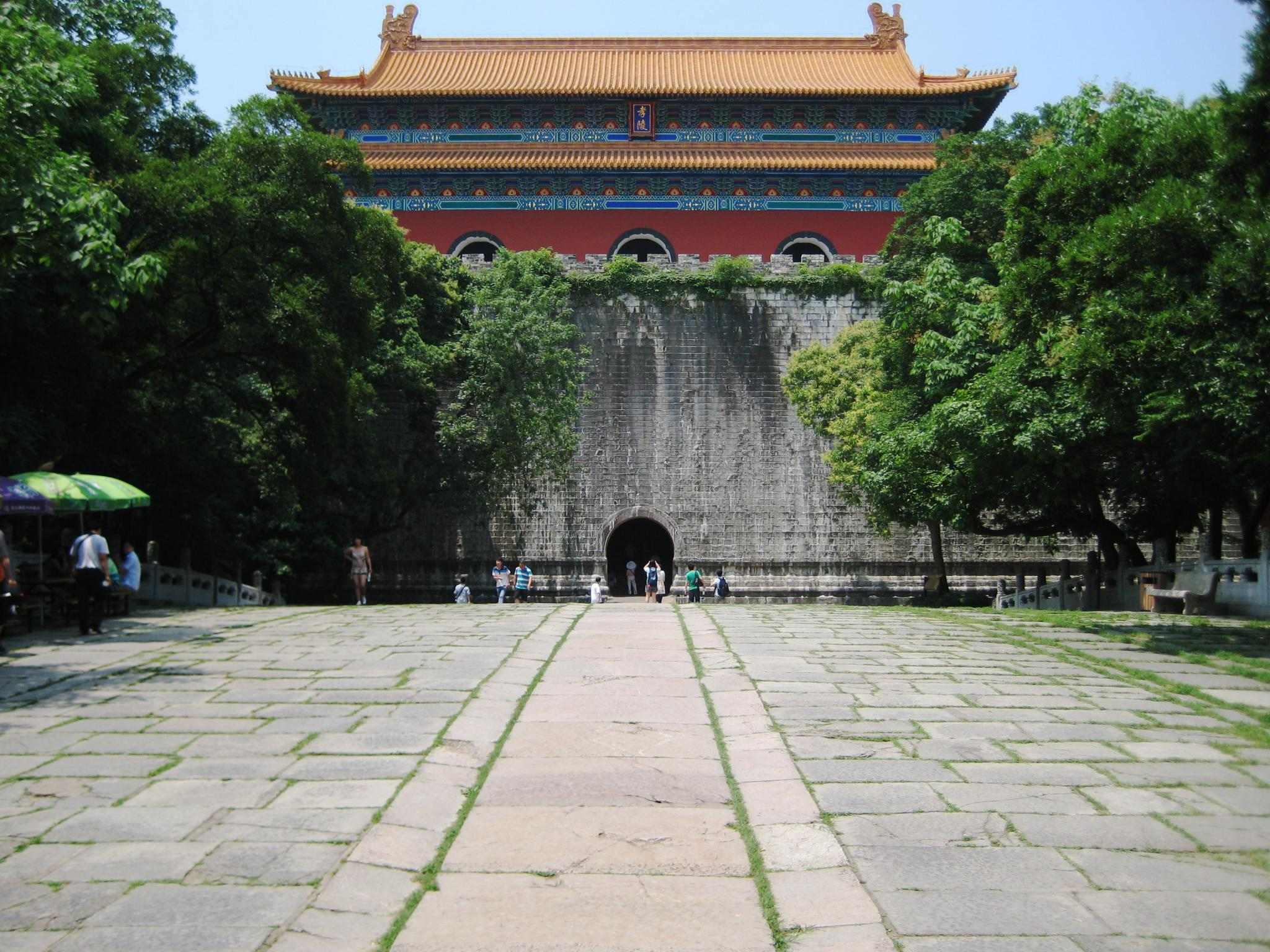
Mauzoleum Ming-siao-ling, kde je pohřben Chung-wu a jeho císařovna.

V tradiční čínské historiografii byl Chung-wu považován za typického zakladatele dynastie, který zajistil Číně vyvedení z chaosu občanské války a osvobození z cizí nadvlády. Sjednotil zemi a obnovil řád ve společnosti, položil základy dlouhé éry prosperity a rozmachu pod vládou nové dynastie. V tomto duchu dostal od svého nástupce posmrtné jméno Tchaj-cu („Velký předek“). Stejný přístup zaujaly i oficiální dějiny dynastie (Ming-š’) sepsané za dynastie Čching.
Moderní historici, poznamenaní vymezováním se vůči diktátorům 20. století, antimonarchistickým smýšlením a psychologizujícím přístupem k osobnostem, mají mnohdy tendenci zdůrazňovat despotickou povahu jeho režimu a přičítat ji paranoie, či obecněji nějaké duševní nemoci. Vidí ho především jako diktátora, jehož rozmarům a paranoie padlo za oběť množství životů.
Méně závislá na ideologických předsudcích je snaha pochopit osobu císaře v kontextu jeho doby a životní cesty. Toto pojetí zdůrazňuje závislost cílů i prostředků k jejich dosažení na císařově životní zkušenosti. Za klíčové období jeho života, ve kterém zformoval svoji životní filozofii, pokládá jeho mládí, kdy žil v bídě a bez domova.
Ať je zdůrazňována ta, či ona stránka Chung-wuova života, je pokládán za jednoho z nejvlivnějších a nejpozoruhodnějších vládců čínské historie, jehož reformy určily charakter čínského státu a společnosti na dlouhá staletí. V zájmu vytvoření řádné a správné společnosti přijal neokonfuciánství v Ču Siho verzi za státní ideologii, což umožnilo jeho všeobecné rozšíření. Definitivní zformování mechanismu úřednických zkoušek a následná masivní indoktrinace elity národa jejich prostřednictvím měla hluboký vliv na charakter země.
Reformou centrálních správních orgánů spojenou se zrušením úřadu hlavního rádce, odpovídajícího dnešnímu předsedovi vlády, ztratili úředníci silného reprezentanta, což přineslo výraznou převahu vládce. V kontrastu k situaci v sungské a jüanské říši tím nastoupila despotická vláda císaře, zachovaná i čchingskou dynastií. Odlišný pohled chápe sjednocení země v centralizovaném státu v čele s všemocným císařem v mingské éře jako vyvrcholení dlouhodobého procesu započatého dynastiemi Čchin a Chan.

## Potomci
| Příjmení (titul) matky | #   | Jméno               | Narození – úmrtí                                                                             | Posmrtné jméno    | Titul                   | Udělení titulu | Sídlo                    | Odchod do sídla  |
| ---------------------- | --- | ------------------- | -------------------------------------------------------------------------------------------- | ----------------- | ----------------------- | -------------- | ------------------------ | ---------------- |
| ∞ císařovna Ma         | 1.  | Ču Piao (朱標)      | 1355–1392                                                                                    | I-wen             | korunní princ (皇太子)  | 1368           | –                        | –                |
| ∞ císařovna Ma         | 1.  | Ču Piao (朱標)      | Po smrti Ču Piaa se novým následníkem stal jeho syn Ču Jün-wen, od roku 1398 císař Ťien-wen. |                   |                         |                |                          |                  |
| ∞ císařovna Ma         | 2.  | Ču Šuang (朱樉)     | 1356–1395                                                                                    | Min               | kníže z Čchin           | 1370           | Si-an                    | 1378             |
| ∞ císařovna Ma         | 3.  | Ču Kang (朱棡)      | 1358–1398                                                                                    | Kung              | kníže z Ťin             | 1370           | Tchaj-jüan               | 1378             |
| ∞ císařovna Ma         | 5.  | Ču Su (朱橚)        | 1361–1425                                                                                    | Ting              | kníže z Wu, pak z Čou   | 1370, 1378     | Kchaj-feng               | 1381             |
| ∞ ? (Kung-fej)         | 4.  | Ču Ti (朱棣)        | 1360–1424                                                                                    | Wen-ti (zkrácené) | kníže z Jen             | 1370           | Peking                   | 1380             |
| ∞ ? (Kung-fej)         | 4.  | Ču Ti (朱棣)        | Ve válce 1399–1402 svrhl císaře Ťien-wena, syna Ču Piaa, a stal se třetím císařem říše Ming. |                   |                         |                |                          |                  |
| ∞ Chu (Čchung-fej)     | 6.  | Ču Čen (朱楨)       | 1364–1424                                                                                    | Čao               | kníže z Čchu            | 1370           | Wu-čchang                | 1381             |
| ∞ Ta (Ting-fej)        | 7.  | Ču Fu (朱榑)        | 1364–1428                                                                                    | –                 | kníže z Čchi            | 1370           | Čching-čou               | 1382             |
| ∞ Ta (Ting-fej)        | 8.  | Ču C’ (朱梓)        | 1369–1390                                                                                    | –                 | kníže z Tchan           | 1370           | Čchang-ša                | 1385             |
| ∞ neznámá              | 9.  | Ču Ťi (朱杞)        | 1369–1371                                                                                    | –                 | kníže z Čao             | 1370           | –                        | –                |
| ∞ Kuo (Ning-fej)       | 10. | Ču Tchan (朱檀)     | 1370–1390                                                                                    | Chuang            | kníže z Lu              | 1370           | Jen-čou                  | 1385             |
| ∞ Kuo (Chuej-fej)      | 11. | Ču Čchun (朱椿)     | 1371–1423                                                                                    | Sien              | kníže z Šu              | 1378           | Čcheng-tu                | 1390 (nebo 1385) |
| ∞ Kuo (Chuej-fej)      | 13. | Ču Kuej (朱桂)      | 1374–1446                                                                                    | Ťien              | kníže z Jü, pak z Taj   | 1378, 1392     | Ta-tchung                | 1392             |
| ∞ Kuo (Chuej-fej)      | 19. | Ču Chuej (朱橞)     | 1379–1417                                                                                    | –                 | kníže z Ku              | 1391           | Süan-fu                  | 1395             |
| ∞ Chu (Šun-fej)        | 12. | Ču Po (朱柏)        | 1371–1399                                                                                    | Sien              | kníže z Siang           | 1378           | Ťing-čou                 | 1385             |
| ∞ Kao                  | 14. | Ču Jing (朱楧)      | ?–1419                                                                                       | Čuang             | kníže z Chan, pak z Su  | 1378, 1392     | Kan-čou                  | 1393 (nebo 1392) |
| ∞ Chan                 | 15. | Ču Č’ (朱植)        | 1377–1424                                                                                    | Ťien              | kníže z Wej, pak z Liao | 1378, 1393     | Kuang-ning               | 1393             |
| ∞ Jü                   | 16. | Ču Čan/Ču Š’ (朱㮵) | 1378–1438                                                                                    | Ťing              | kníže z Čching          | 1391           | Čching-jang, pak Wej-čou | 1393             |
| ∞ Jang                 | 17. | Ču Čchüan (朱權)    | 1378–1488                                                                                    | Sien              | kníže z Ning            | 1391           | Ta-ning                  | 1393             |
| ∞ Čou                  | 18. | Ču Pien (朱楩)      | 1379–1450                                                                                    | Čuang             | kníže z Min             | 1391           | Min-čou, pak Jün-nan     | 1395             |
| ∞ Čou                  | 20. | Ču Sung (朱松)      | ?–1407                                                                                       | Sien              | kníže z Chan            | 1391           | Kchaj-jüan               | po 1398          |
| ∞ Čao (Kuej-fej)       | 21. | Ču Mo (朱模)        | ?–1431                                                                                       | Ťien              | kníže z Šen             | 1391           | Lu-čou                   | po 1398          |
| ∞ neznámá              | 22. | Ču Jing (朱楹)      | ?–1417                                                                                       | Chuej             | kníže z An              | 1391           | Pching-liang             | po 1398          |
| ∞ Li (Sien-fej)        | 23. | Ču Ťing (朱桱)      | 1386–1415                                                                                    | Ting              | kníže z Tchang          | 1391           | Nan-jang                 | po 1398          |
| ∞ Liou (Chuej-fej)     | 24. | Ču Tung (朱棟)      | ?–1414                                                                                       | Ťing              | kníže z Jing            | 1391           | An-lu                    | po 1398          |
| ∞ Ke (Li-fej)          | 25. | Ču I (朱㰘)         | 1388–1444                                                                                    | Li                | kníže z I               | 1391           | Luo-jang                 | po 1398          |
| ∞ neznámá              | 26. | Ču Nan (朱楠)       | 1394–1394                                                                                    | –                 | –                       | –              | –                        | –                |

| Příjmení (titul) matky     | #   | Titul                                     | Narození – úmrtí | Sňatek          | Manžel                                          |
| -------------------------- | --- | ----------------------------------------- | ---------------- | --------------- | ----------------------------------------------- |
| ∞ neznámá                  | 1.  | princezna Lin-an (臨安公主)               | ?–1421           | 1376            | Li Čchi, syn Li Šan-čchanga                     |
| ∞ císařovna Ma             | 2.  | princezna Ning-kuo (寧國公主)             | 1364–1434        | 1378            | Mej Jin, syn Mej S'-cua, markýze ze Žu-nanu     |
| ∞ císařovna Ma             | 4.  | princezna An-čching (安慶公主)            | ?–?              | 1382            | Ou-jang Lun                                     |
| ∞ neznámá                  | 3.  | princezna Čchung-ning (崇寧公主)          | ?–?              | 1384            | Niou Čcheng                                     |
| ∞ neznámá                  | 5.  | princezna Žu-ning (汝寧公主)              | ?–?              | 1382            | Lu Sien, syn Lu Čung-chenga, markýze z Ťi-anu   |
| ∞ Sun (Čcheng-mu kuej-fej) | 6.  | princezna Chuaj-čching (懷慶公主)         | ?–?              | 1382            | Wang Ning, markýz z Jung-čchun                  |
| ∞ neznámá                  | 7.  | princezna Ta-ming (大名公主)              | ?–1426           | 1382            | Li Ťien, markýz z Luan-čcheng                   |
| ∞ Čeng (An-fej)            | 8.  | princezna Fu-čching (福清公主)            | ?–1417           | 1385            | Čang Lin, syn Čang Lunga, markýze z Feng-siangu |
| ∞ neznámá                  | 9.  | princezna Šou-čchun (壽春公主)            | ?–1388           | 1386            | Fu Čung, syn Fu Jou-tea, vévody z Jing          |
| ∞ neznámá                  | 10. | zemřela v mládí                           | zemřela v mládí  | zemřela v mládí | zemřela v mládí                                 |
| ∞ neznámá                  | 11. | princezna Nan-kchang (南康公主)           | ?–1438           | 1387            | Chu Kuan, syn Chu Chaje, markýze z Tung-čchuanu |
| ∞ Kuo (Chuej-fej)          | 12. | princezna Čen-i z Jung-ťia (永嘉貞懿公主) | 1376–1455        | 1389            | Kuo Čen, syn Kuo Jinga, markýze z Wu-tingu      |
| ∞ Kuo (Chuej-fej)          | 15. | princezna Žu-jang (汝陽公主)              | ?–?              | 1392            | Sie Ta                                          |
| ∞ neznámá                  | 13. | zemřela v mládí                           | zemřela v mládí  | zemřela v mládí | zemřela v mládí                                 |
| ∞ Chan                     | 14. | princezna Chan-šan (含山公主)             | 1381–1462        | 1394            | Jin Čching                                      |
| ∞ Čang                     | 16. | princezna Pao-čching (寶慶公主)           | 1394–1433        | 1413            | Čao Chuej                                       |